# 西穂高岳
西穂高岳（にしほたかだけ）は、長野県松本市と岐阜県高山市にまたがる標高2,909 mの飛騨山脈（北アルプス）南部の山である。山域は中部山岳国立公園に指定され、花の百名山に選定されている。

## 概要
上高地や東西の方角から眺めると鋸歯状に岩稜が連なる山容が特徴である。無雪期の登山シーズン中に、新穂高ロープウェイの終点の西穂高口や上高地からの登山者で賑わう。西穂独標までは、穂高岳の入門コースとなっているが、西穂独標から山頂までは熟達者向きのコース、山頂から奥穂高岳までの区間の岩稜は北アルプスの主稜線上では屈指の難コースとなっている。西穂高岳落雷遭難事故の現場でもあり、今でも慰霊碑が鎮座し、慰霊登山を含む関係者らを迎えている。

## 山名の由来
従来周辺の山全体が穂高岳と呼ばれていたが、1909年に槍ヶ岳から穂高岳に初縦走を行った鵜殿正雄が、穂高岳のそれぞれのピークの山を北穂高岳、前穂高岳、奥穂高岳、西穂高岳と名付けた。実際には西穂高岳は山域の南西端のピークで、その中で唯一3,000 mに満たない。

## 地質
山体の西側と南側は古第三紀から白亜紀後期の花崗岩類である滝谷花崗閃緑岩からなる。西穂独標と西穂高岳山頂と間ノ岳周辺には、溶結凝灰岩が分布し、その北側には閃緑斑岩が分布している。約4.5 km南西の割谷山は焼岳火山群に含まれる。

## 歴史
- 1906年（明治39年）5月 - 陸地測量部の測量技師の安倍郡治が、飛騨側の小鍋谷から中島作之助を案内人にして初登頂した[8]。
- 1912年（大正元年）8月 - 鵜殿正雄が上高地から天狗のコル経由で登頂し、奥穂高岳への初縦走をした[9]。
- 1915年（大正4年） - 中野善太郎が今田由勝を案内人として、白出沢から奥穂高岳経由で縦走した[5]。
- 1941年（昭和16年）9月 - 山案内人の村上守が西穂山荘を建設した[10]。同時に上高地や焼岳への登山道が整備された。
- 1967年（昭和42年）8月1日 - 西穂独標付近で長野県松本深志高等学校の高校生11名が死亡する西穂高岳落雷遭難事故が起きた[9]。その後、西穂独標と山頂の間に設置されていた鎖は撤去された[11]。
- 1970年（昭和45年）7月 - 新穂高ロープウェイが開業し、飛騨側からの登頂が容易となり訪問者が増加した[12]。
- 1990年（平成2年）10月26日 - 火災により西穂山荘が焼失した、1992年夏に本館が再建され、本格的な営業が再開された。
- 1997年（平成9年）12月6日 - 安房峠道路の開通に伴い、首都圏など信州側から主要な登山口である新穂高温泉へのアクセスが大幅に向上した。

## 西穂高岳の動植物
標高2,385 mの西穂山荘周辺のは森林限界でその上部はハイマツ帯で高山植物が自生し、ライチョウやイワヒバリが生息している。ハイマツの実を捕食するホシガラスが見られることもある。西穂高岳は花の百名山に選定されていて、その著者の田中澄江は代表する高山植物としてセンジュガンピなどを紹介した。登山道周辺では、以下のような多くの植物が見られる。
- 標高2,000 m未満の登山道：　シラビソ、ウラジロモミ、コメツガなどの針葉樹林
- 標高2,000 m以上から森林限界までの登山道：　オオカメノキ、ダケカンバ、ナナカマドなどの広葉樹林と、オオサクラソウ、キヌガサソウ、クルマユリ、ゴゼンタチバナ、サンカヨウ、ショウジョウバカマ、ベニバナイチゴ、ミツバオウレンなど
- 西穂山荘上部と丸山周辺：　イワツメクサ、コイワカガミ、コケモモ、コバイケイソウ、シナノキンバイ、ニッコウキスゲ、ハイマツ、ハクサンイチゲ、ハクサンシャクナゲ、ハクサンフウロ、ミヤマキンポウゲなど

|                |              |                |                |                |
| オオサクラソウ | キヌガサソウ | コバイケイソウ | シナノキンバイ | ハクサンフウロ |

## 登山

### 登山ルート
最短ルートの新穂高ロープウェイを利用した登山者が多い。上高地、焼岳方面からの入山者もある。槍ヶ岳や奥穂高岳の縦走時に、通過される場合もある。新穂高温泉から西穂平を経由する旧道（旧ボッカ道）の利用者は少ない。西穂独標から山頂に向かう際に多くのピークを乗り越えて行くため手前に手前に見えるピークを西穂高岳山頂と間違え易いので各峰に番号が付けられていてペンキで書かれているところもあり、12峰から始まり、西穂独標は11峰、8峰はピラミッドピークと名付けられ、4峰はチャンピオンピークで、1峰が本峰となる。山頂には、三等三角点と山頂標識が設置されている。
- 西穂高口からのルート ： 新穂高温泉 - 新穂高ロープウェイ（西穂高口） - 西穂山荘 - 丸山 - 西穂独標 - ピラミッドピーク - 西穂高岳

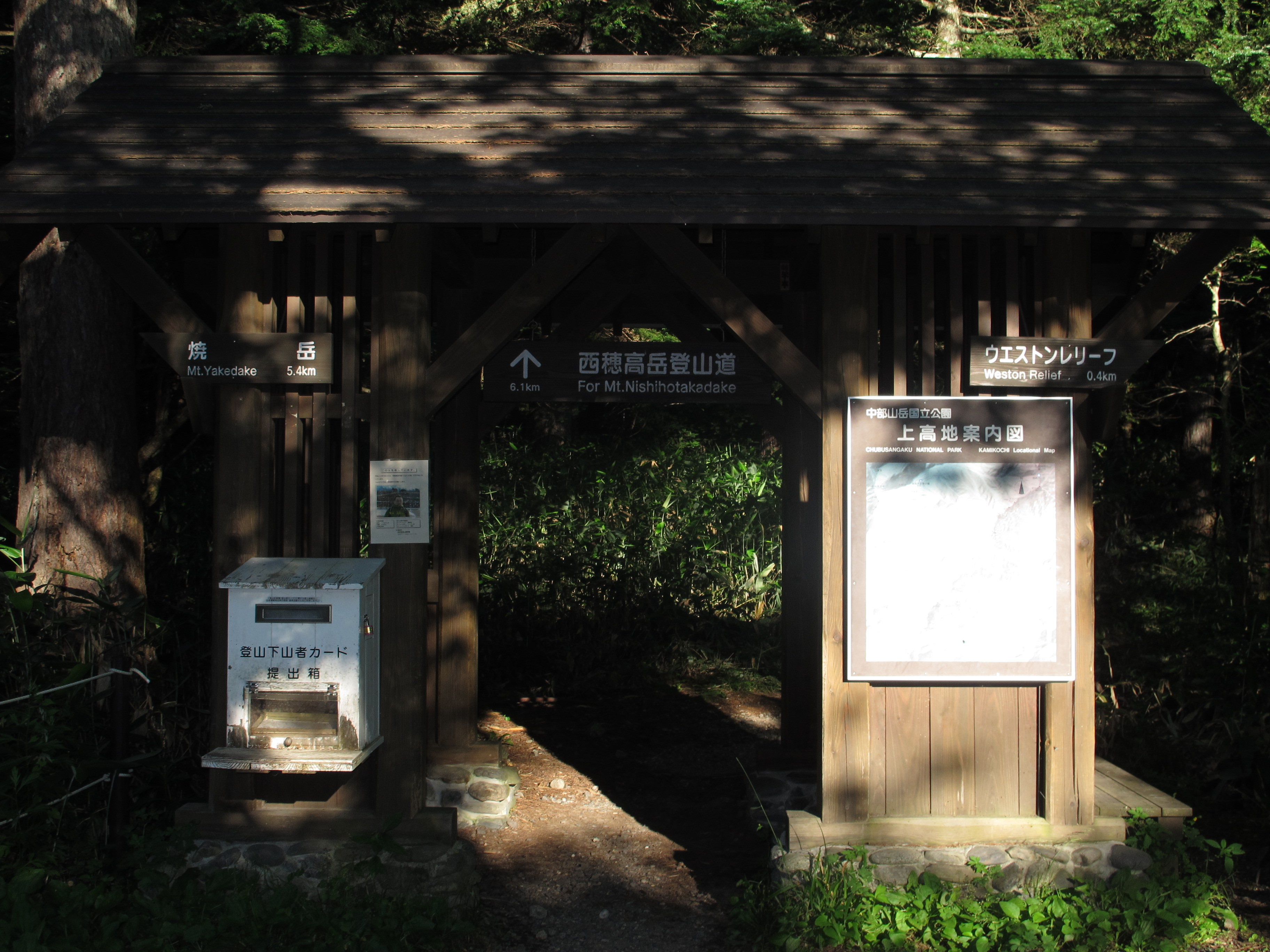
上高地側からの西穂高岳登山道入口。

- 上高地からルート ： 上高地 - 中尾根 - 西穂山荘 - 丸山 - 西穂独標 - ピラミッドピーク - 西穂高岳
- 焼岳からルート ： 焼岳 - 中尾峠 - 焼岳小屋 - 割谷山 - 西穂山荘 - 丸山 - 西穂独標 - ピラミッドピーク - 西穂高岳 （焼岳へは、上高地、中の湯温泉、中尾温泉などからの入山ルートがある。）
- 槍穂高縦走ルート ： 槍ヶ岳 - 大喰岳 - 中岳  - 南岳 - 大キレット -  北穂高岳 - 涸沢岳  - 穂高岳山荘 - 奥穂高岳 - ジャンダルム - 天狗の頭 - 天狗のコル - 間ノ岳 - 赤石岳 - 西穂高岳　（槍ヶ岳へは、新穂高温泉、上高地、中房温泉など各方面から、表銀座、裏銀座、西銀座ダイヤモンドコースなどを利用した入山ルートがある。）

- 天狗沢ルート ： 上高地 - 岳沢小屋 - 天狗沢 - 南岳 - 天狗のコル - 間ノ岳 - 赤石岳 - 西穂高岳　（天狗沢は、不安定な急勾配のガレ場が多い難コースのバリエーションルート）

- 積雪期 ： 10月中旬頃から6月初旬頃までが積雪期の登山、1月初旬頃から3月初旬頃までが厳冬期の登山となる。西穂独標付近から上部は、岩と雪や氷のミックスした痩せ尾根でメンバーによってはロープが必要となる[14]。

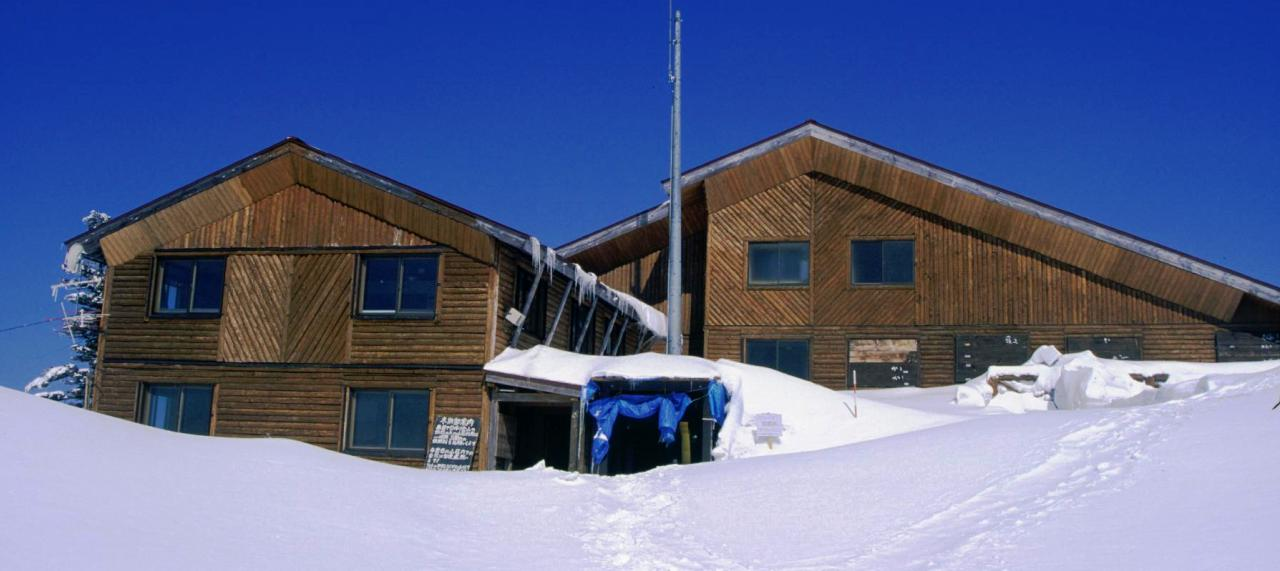
残雪期の西穂山荘

### 周辺の山小屋
- 周辺には、複数の山小屋とキャンプ指定地がある[15][16]。登山経路での最寄りの山小屋は、北アルプス南部で唯一有人の通年営業を行っている西穂山荘である[13]。
- 上高地周辺には、ホテル、旅館などの宿泊施設がある。山小屋と同一料金で相部屋を提供している宿泊施設もある。
- 滝谷避難小屋と白出小屋の緊急用の避難小屋がある。
- 夏山診療所が、穂高岳山荘、涸沢ヒュッテ、西穂山荘、徳沢園、上高地バスターミナルにある。

| 画像 | 名称       | 所在地                                            | 西穂高岳からの 方角と距離(km) | 標高 (m) | 収容 人数 | キャンプ 指定地 | 備考                                |
| ---- | ---------- | ------------------------------------------------- | ----------------------------- | -------- | --------- | --------------- | ----------------------------------- |
|      | 穂高平小屋 | 蒲田川の右俣谷左岸、穂高平 西穂高岳西尾根取付     | 北西 3.5                      | 1,320    | 30        | 10張            |                                     |
|      | 穂高岳山荘 | 涸沢岳と奥穂高岳との鞍部 白出沢及び涸沢への分岐点 | 北東 2.4                      | 2,983    | 300       | 約30張          | 岐阜大学医学部夏山診療所            |
|      | 岳沢小屋   | 前穂高岳南西の岳沢 天狗のコルへの分岐点           | 東 1.7                        | 2,170    | 30        | 30張            | 旧名称は「岳沢ヒュッテ」 重太郎新道 |
|      | 西穂山荘   | 西穂高岳南西 西穂高口への分岐点                   | 南西 1.8                      | 2,385    | 300       | 30張            | 通年営業 東邦大学医学部夏山診療所   |

## 地理

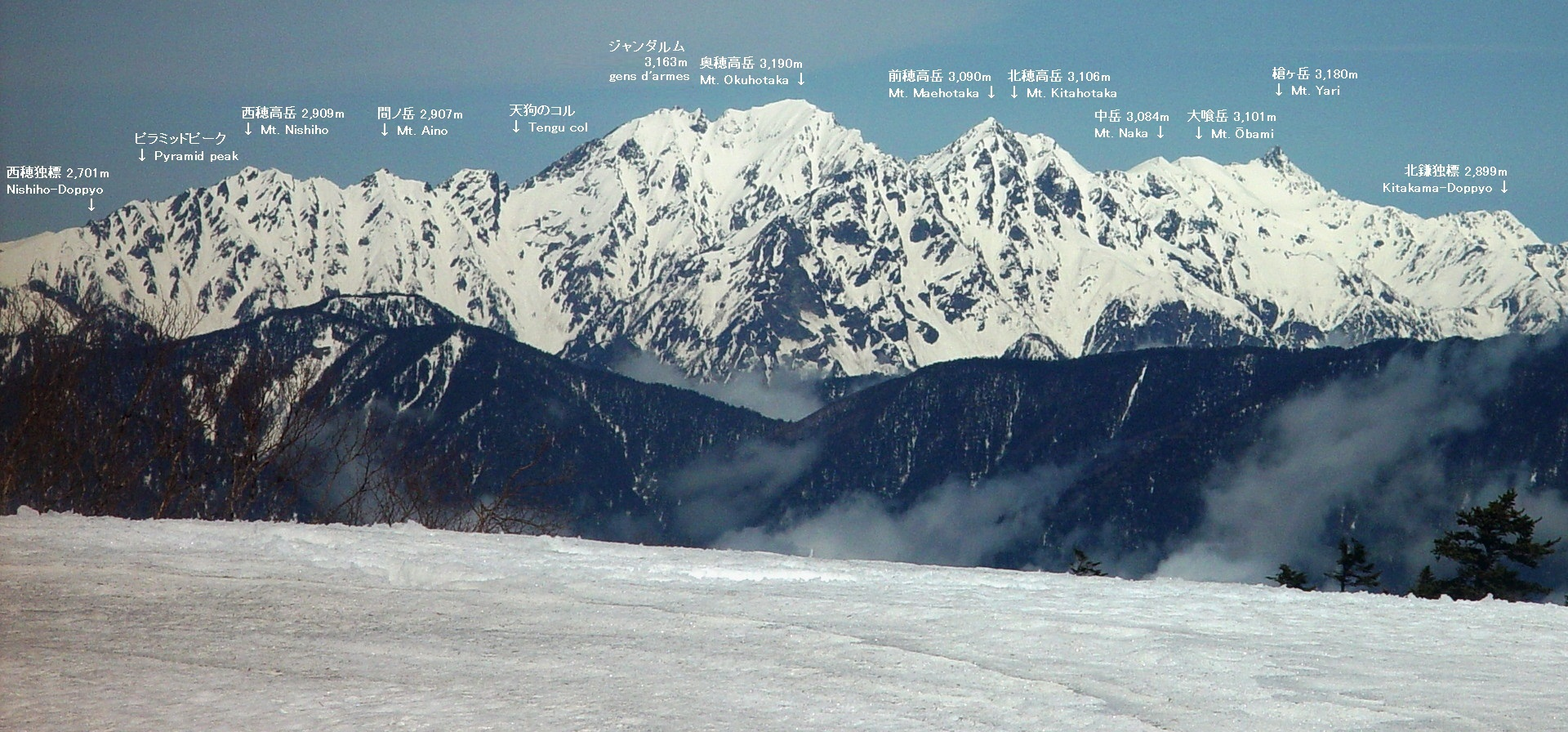
西穂高岳から槍ヶ岳への稜線　（鉢盛山より）

### 周辺の山
飛騨山脈の南部主稜線にあり、その北北西には奥穂高岳、南南東には焼岳がある。山頂から北西尾根と西尾根が延び、西穂高口から北西には千石尾根が延びる。山頂と間ノ岳との間には赤岩岳があり、山頂と西穂独標との間にある尖ったピークはピラミッドピークと呼ばれている。西穂独標と西穂山荘の間には、丸山（標高2,452 m）があり、西穂山荘から南南西約500 mの位置に「きぬがさの池」がある。
| 山容 | 山名         | 標高 (m) | 三角点 等級 | 西穂高岳からの 方角と距離(km) | 備考                        |
| ---- | ------------ | -------- | ----------- | ----------------------------- | --------------------------- |
|      | 笠ヶ岳       | 2,897.48 | 二等        | 北西 8.2                      | 笠ヶ岳山荘 日本百名山       |
|      | 槍ヶ岳       | 3,180    |             | 北 7.2                        | 槍ヶ岳山荘 日本百名山       |
|      | 奥穂高岳     | 3,190    |             | 北東 2.0                      | 飛騨山脈の最高峰 日本百名山 |
|      | ジャンダルム | 3,163    |             | 北東 1.6                      | 信州側に巻道                |
|      | 前穂高岳     | 3,090.23 | 一等        | 東 2.8                        | 一等三角点百名山            |
|      | 間ノ岳       | 2,907    |             | 北東 0.5                      | 痩せ尾根に鎖                |
|      | 西穂高岳     | 2,908.59 | 三等        | 0                             | 花の百名山                  |
|      | 西穂独標     | 2,701    | 三等        | 南 0.8                        | 西穂高岳落雷遭難事故        |
|      | 霞沢岳       | 2,645.60 | 二等        | 南 6.5                        | 日本二百名山                |
|      | 焼岳         | 2,455.37 | 二等        | 南西 6.9                      | 活火山ランクB 日本百名山    |

### 源流の河川
以下の源流となる河川は日本海へ流れる。
- 西穂高沢、カモシカ沢　（梓川の支流）
- 西穂沢、ネボリ谷、柳谷、小鍋谷　（蒲田川の支流）

## 西穂高岳の風景
|              |            |              |            |
| 西穂高口より | 笠ヶ岳より | 前穂高岳より | 霞沢岳より |

|                      |                  |              |                          |                |
| 西穂独標からの笠ヶ岳 | ピラミッドピーク | 西穂高岳山頂 | 西穂高岳から見た吊り尾根 | 晩秋の西穂高岳 |